# US Sainte-Marienne
Union Sportive Sainte-Marienne w skrócie US Sainte-Marienne – reunioński klub piłkarski grający w reuniońskiej pierwszej lidze, mający siedzibę w mieście Sainte-Marie.

## Sukcesy
- I liga[1]:
  - mistrzostwo (1): 2013.

- Puchar Reunionu[2]:
  - zwycięstwo (1): 2010.

## Występy w afrykańskich pucharach
| Sezon | Rozgrywki           | Runda   | Kraj              | Klub               | Dom | Wyjazd | Dwumecz |
| ----- | ------------------- | ------- | ----------------- | ------------------ | --- | ------ | ------- |
| 2011  | Puchar Konfederacji | wstępna | Południowa Afryka | Wits University FC | 1–0 | 0–4    | 1–4     |

## Stadion
Domowe mecze klub rozgrywa na stadionie o nazwie Stade Nelson Mandela, Sainte-Marie. Stadion może pomieścić 1500 widzów.